# 中东部雨林保护区
澳大利亚的冈瓦纳雨林（英語：Gondwana Rainforests of Australia），包括散布于澳大利亚新南威尔士州和昆士兰州边界上的多片雨林保护区，也是世界上最大面积的亚热带雨林。盾状火山口群的地质特点和大量珍稀濒危雨林物种使得该保护区在国际上具有很高的科学价值和保护价值。1986年被列入世界遗产名录，1994年扩展为今日的规模。
冈瓦纳雨林共包括50块保护区，总面积达3,665 平方公里，相当于澳大利亚总面积的千分之三原本以所在的地域为名称作中东部雨林，后来以冈瓦纳为名是因为化石证明，在冈瓦纳大陆时，这片雨林的植物组成就已经今日一样。在澳大利亚别的地方，也有和冈瓦纳大陆时一样植被的雨林，最大的一块处于塔斯马尼亚岛上的塔尔金荒野。冈瓦纳雨林每年的游客大约有二百万。

## 保护价值
1986年，冈比纳雨林被列入世界遗产名录时，只包括位于新南威尔士的3108平方千米的雨林区，1994年扩展后得以覆盖昆士兰的592平方千米雨林。雨林的海拔从海平面到约500米的高度包括冷温带雨林、暖温带雨林、亚热带雨林和干旱雨林四种雨林，有超过两百中稀有或濒危动植物，是澳大利亚仅有的两块南洋杉雨林之一

## 分区

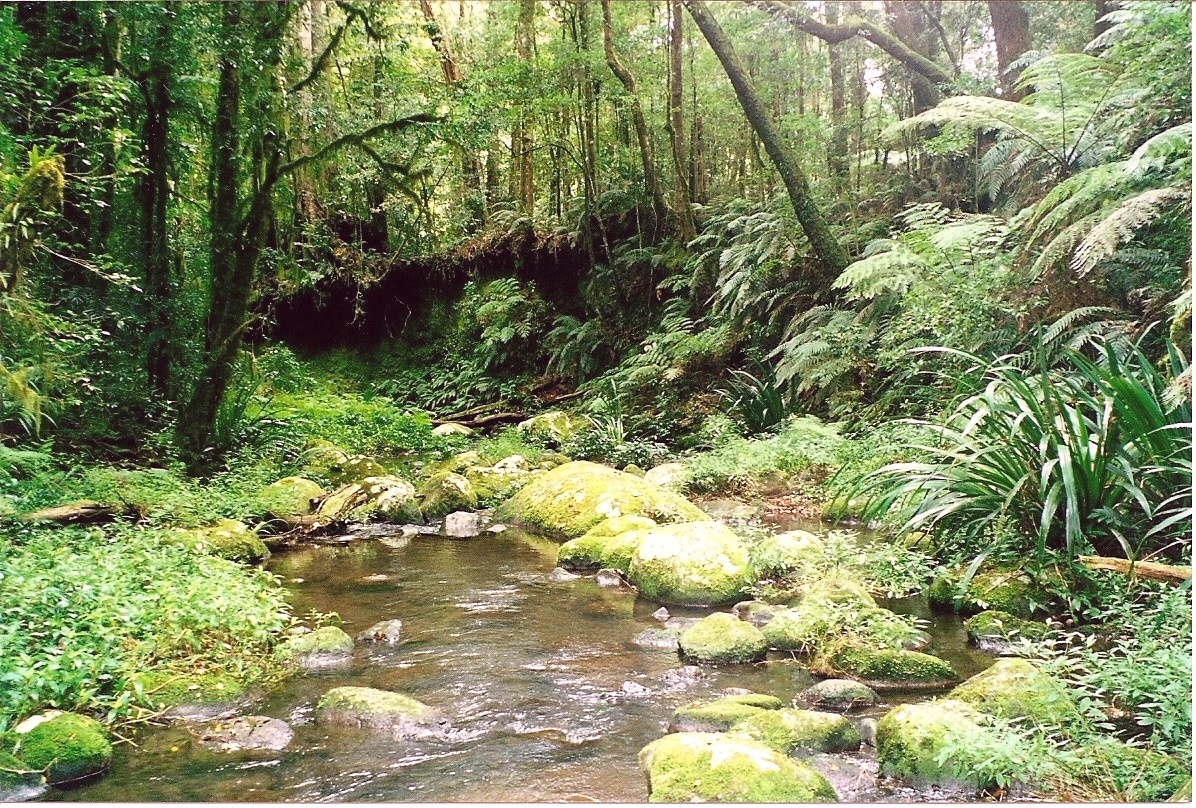
界山国家公园的雨林和溪流

冈瓦纳雨林在澳大利亚国家遗产中被分为八个区域，每个区域都包括多个国家公园和自然保护区，游客最常前往的保护区是多雷戈国家公园和春溪国家公园的自然桥景观

### 盾状火山区域
- 拉明顿国家公园
- 春溪国家公园
- 巴尼山国家公园（英语：Mount Barney National Park）

### 主山脉区域
- 主要山脉国家公园（英语：Main Range National Park）

### 新英格兰区域
- 多瑞格国家公园（英语：Dorrigo National Park）[5]